# 1850年代の航空
< 1850年代
1840年代の航空 - 1850年代の航空 - 1860年代の航空

## 1852年

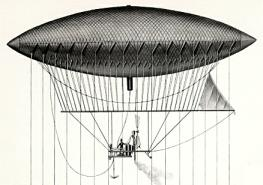
ジファールの飛行船

- 9月24日 - フランスのアンリ・ジファールがパリとトラップ(Trappes)の間の27 kmを2500m3の大きさの気球に3馬力の蒸気エンジンをつけて飛行に成功した。

## 1853年
- イギリスのジョージ・ケイリーが単葉のグライダーを製作し、ケイリーの御者の操縦で100m以上の飛行に成功した。

## 1856年
- 12月 - フランスのジャン＝マリー・ルブリがグライダーで、Sainte-Anne-la-Palud海岸（フィニステール県）で、向かい風に向かって、馬で引っ張らせて離陸し、離陸した高さよりも高く飛行することに成功した。

## 1857年
- フェリックス・デュ・タンプルが時計仕掛けの航空機の模型を飛行させ、「鳥の飛行の模倣による空中移動装置」として航空機の設計で特許を取った。

## 1859年
- 8月17日 - アメリカ合衆国のジョン・ワイズが気球に123通の手紙と23枚の回状を積んでインディアナ州のラファイエットから離陸し、浮力不足のため26マイル先のクローフォーヅヴィルに不時着したがアメリカ初のアメリカ初の航空郵便となった。